# Grażyna Gęsicka
Grażyna Gęsicka (13. december 1951 – 10. april 2010) var en polsk politiker som i perioden 2006-2007 var Polens minister for regional udvikling.
I 1974 tog hun eksamen fra universitetet i Warszawa og i 1985 modtog hun sin doktorgrad.
Desuden kunne hun både tale engelsk og fransk.
Hun omkom under et flystyrt den 10. april 2010, sammen med bl.a. Polens præsident Lech Kaczyński.